# Jurriaan Andriessen
Ne pas confondre avec le peintre décorateur et graphiste néerlandais Jurriaan Andriessen (1742-1819).
Jurriaan Hendrik Andriessen, né le 15 novembre 1925 à Haarlem et mort le 19 août 1996 à La Haye, est un compositeur néerlandais, dont le père, Hendrik, le frère Louis, et l'oncle Willem étaient aussi de notables compositeurs.

## Biographie
Andriessen a étudié la composition avec son père au Conservatoire d'Utrecht avant de déménager à Paris où il étudia avec Olivier Messiaen. 

## Œuvres choisies
- Het wonderlijke uur (L'Heure Miraculeuse), musique de film (1948)
- Berkshire Symphonies, orchestral (1949)
- Rouw past Elektra (Le deuil sied à Électre), musique de film (1954)
- Entrata Festiva, orchestral, pour le mariage de la Princesse Beatrix (1966)
- Rosencrantz and Guildenstern are Dead, partition pour théâtre (1968)
- Een Prince van Orangien, orchestral, pour le vingt-cinquième anniversaire de la Reine Juliana (1973)
- Entrata della regina, orchestral, pour le couronnement de la Reine Beatrix (1980)
- Sciarada Spagnuola, divertimento pour quintette à vent (1963)
- Les Cloches des Clochards, suite pour carillon